# Корнвол (Пенсільванія)
Корнвол (англ. Cornwall) — місто (англ. borough) в США, в окрузі Лебанон штату Пенсільванія. Населення — 4604 особи (2020), з них під час перепису 2000 року назвали себе українцями 12 людей. Територія селища становить 25,6 км².

## Історія
Засновником містечка Корнвол вважається Пітер Грабб (англ. Peter Grubb) . Він знайшов тут поклади високоякісної магнетитової залізної руди і, вирішивши розпочати видобуток її, придбав спочатку 300 акрів (1,2 км 2) землі 1737 року і потім ще 1000 акрів (4 км 2) 1739 року . Граб назвав цю місцевість Корнвольські залізорудні копальні за назвою міста Корнуол у Британії, звідки родом був його батько. Видобуток залізної руди провадився тут безперервно до 1973 року, тобто близько 234 років.
Граб збудував також металургійне підприємство.

### Металургійний завод
Маючи на своїй території всі необхідні сировинні матеріали для металургійного виробництва, а саме руду, вапняк, деревину навколишніх лісів для виробництва деревного вугілля, а також присутність водяної енергії, Пітер Граб збудував доменну піч, яка почала роботу 1742 року.
1798 року бізнес родини Грабб перейшов до рук Роберта Колмана.
З 1966 року корнвольська доменна піч є Національним історичним пам'ятником США і занесена до Національного реєстру історичних місць США.

## Географія
Корнвол розташований за координатами 40°15′38″ пн. ш. 76°24′43″ зх. д. / 40.26056° пн. ш. 76.41194° зх. д. (40.260533, -76.411899).  За даними Бюро перепису населення США в 2010 році місто мало площу 25,27 км², з яких 25,13 км² — суходіл та 0,14 км² — водойми.

## Демографія
Згідно з переписом 2010 року, у селищі мешкало 4112 осіб у 1784 домогосподарствах у складі 1245 родин. Густота населення становила 163 особи/км².  Було 1886 помешкань (75/км²).
Расовий склад населення:
| - 97,5 % — білих - 0,9 % — азіатів - 0,6 % — чорних або афроамериканців |

До двох чи більше рас належало 0,5 %. Частка іспаномовних становила 1,8 % від усіх жителів.
За віковим діапазоном населення розподілялося таким чином: 16,6 % — особи молодші 18 років, 54,9 % — особи у віці 18—64 років, 28,5 % — особи у віці 65 років та старші. Медіана віку мешканця становила 52,4 року. На 100 осіб жіночої статі у селищі припадало 87,4 чоловіків;  на 100 жінок у віці від 18 років та старших — 83,7 чоловіків також старших 18 років.
Середній дохід на одне домашнє господарство  становив 90 150 доларів США (медіана — 74 044), а середній дохід на одну сім'ю — 99 679 доларів (медіана — 79 948). Медіана доходів становила 60 152 долари для чоловіків та 40 825 доларів для жінок. За межею бідності перебувало 1,5 % осіб, у тому числі 0,0 % дітей у віці до 18 років та 0,6 % осіб у віці 65 років та старших.
Цивільне працевлаштоване населення становило 1978 осіб. Основні галузі зайнятості: освіта, охорона здоров'я та соціальна допомога — 33,9 %, виробництво — 22,0 %, мистецтво, розваги та відпочинок — 10,3 %, роздрібна торгівля — 7,1 %.